# Virginia (Computerspiel)
Virginia ist ein Adventure-Computerspiel, das vom britisch-irischen Entwicklungsstudio Variable State produziert wurde.

## Handlung
Virginia spielt im gleichnamigen US-Bundesstaat und erzählt die Geschichte der jungen FBI-Agentin Anne Tarver, die gemeinsam mit ihrer erfahrenen Partnerin Maria Halperin versucht, im fiktiven Ort Kingdom einen verschwundenen Jungen aufzuspüren.

## Spielprinzip und Technik
Virginia ist ein 1st-Person-Adventure. Die Darstellung des Geschehens erfolgt aus der Perspektive des Spielers. Mit Hilfe des Eingabegeräts (je nach Plattform Maus oder Controller) kann sich der Spieler in allen Richtungen umsehen und sich mit Hilfe der WASD-Tasten bzw. des Controllers durch die Spielwelt bewegen. In der Mitte des Bildschirms befindet sich ein fixierter Cursor, der, wenn er über einem manipulierbaren Gegenstand positioniert wird, dessen Manipulierbarkeit anzeigt und eine Interaktion mit diesem Objekt ermöglicht. Da die Anzahl der manipulierbaren Objekte in der Spielwelt im Vergleich zu klassischen Adventures sehr gering ist und Interaktionen lediglich die pausierte Handlung fortfahren lassen, wird das Spiel als Interaktiver Film vermarktet und in der Presse so bezeichnet. Durch zahlreiche zeitliche und räumliche Sprünge ergibt sich eine ungewöhnliche Erzählstruktur. Eine Besonderheit des Spiels ist der Verzicht auf Dialoge.

## Rezeption
Virginia erhielt vorwiegend positive Bewertungen. Die Rezensionsdatenbank Metacritic aggregiert 36 Rezensionen zu einem Mittelwert von 74. In der Presse wurden die innovative Erzählweise der Handlung sowie die Musik gelobt.

“It is the game that titles like Dear Esther, Gone Home and Firewatch have hinted at, but in a way that evolves the interactive narrative form way beyond anything we’ve seen before. It’s a game to savour and talk about for years to come, one that left me, just like the inhabitants of Kingdom, Virginia, speechless.”

### Auszeichnungen
Time, The Daily Telegraph und The Washington Post nahmen das Spiel in ihre Top-Ten-Liste der besten Videospiele 2016 auf. Virginia hat einen Metascore von 74.
| Jahr | Award                         | Kategorie                      | Ergebnis  | Ref           |
| ---- | ----------------------------- | ------------------------------ | --------- | ------------- |
| 2016 | Fun & Serious Titanium Awards | Best Indie Game                | Nominiert | [ 15 ]        |
| 2016 | Fun & Serious Titanium Awards | Best Soundtrack                | Nominiert | [ 15 ]        |
| 2016 | Unity Awards 2016             | Best Desktop / Console Game    | Nominiert | [ 16 ]        |
| 2016 | Global Game Awards            | Best Adventure                 | Nominiert | [ 17 ]        |
| 2016 | Global Game Awards            | Best Indie                     | Nominiert | [ 17 ]        |
| 2016 | Global Game Awards            | Best Audio                     | Nominiert | [ 17 ]        |
| 2017 | Writers’ Guild Awards 2017    | Best Writing in a Video Game   | Gewonnen  | [ 18 ] [ 19 ] |
| 2017 | Independent Games Festival    | Best Audio                     | Nominiert | [ 20 ]        |
| 2017 | Independent Games Festival    | Excellence in Narrative        | Nominiert | [ 20 ]        |
| 2017 | Independent Games Festival    | Excellence in Visual Art       | Nominiert | [ 20 ]        |
| 2017 | Independent Games Festival    | The Nuovo Award for innovation | Nominiert | [ 20 ]        |